# Сулковице
Сулковѝце (на полски: Sułkowice) е град в Южна Полша, Малополско войводство, Мишленишки окръг. Административен център е на градско-селската Сулковишка община. Заема площ от 16,46 км2.

## Население
Според данни от полската Централна статистическа служба, към 1 януари 2014 г. населението на града възлиза на 6 520 души. Гъстотата е 396 души/км2.